# Lucilia acutifolia
Lucilia acutifolia là một loài thực vật có hoa trong họ Cúc. Loài này được (Poir.) Cass. mô tả khoa học đầu tiên năm 1823.